# Juankoski
Juankoski (szw. Strömsdal) − dawna gmina w Finlandii w regionie Sawonia Północna w dawnej prowincji Finlandia Wschodnia. 1 stycznia 2017 roku została włączona do gminy Kuopio.
W momencie fuzji gminę zamieszkiwało 2298 osób.